# Warreopsis colorata
Warreopsis colorata là một loài thực vật có hoa trong họ Lan. Loài này được (Linden & Rchb.f.) Garay miêu tả khoa học đầu tiên năm 1973.